# ペテル・ゴンサレス
ペテル・フェデリコ・ゴンサレス・カルモナ（Peter Federico González Carmona、2002年7月25日 - ）は、スペイン・マドリード出身のサッカー選手。ヘタフェCF所属。ポジションはMF。

## クラブ経歴
ヘタフェ・オリンピコとシウダ・ヘタフェを経て、2015年にレアル・マドリードのカンテラに入団した。2021年12月22日、ラ・リーガのアスレティック・ビルバオ戦にて、レアル・マドリードでのトップチームデビューを果たした。
2024年1月31日、バレンシアCFにシーズン終了までのレンタルで移籍。
2024年7月4日、ヘタフェCFに4年契約で移籍した。